# 마사키 나오히코

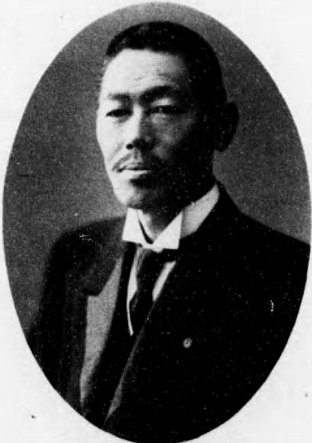
마시키 나오히코

마사키 나오히코(일본어: 正木 直彦, 1862년 12월 17일(분큐 2년 1월 26일) ~ 1940년(쇼와 15년) 3월 2일)는 메이지부터 쇼와 초기까지 활동한 미술행정가이다. 문부성 관료 출신으로 1901년부터 1932년까지 도쿄미술학교(현재 도쿄예술대학) 제5대 교장으로 있었다. 호는 십삼송당(号十三松堂).

## 같이 보기
- 오카쿠라 덴신
- 나카가와 고주로